# Drosera capensis
Espèce
Classification phylogénétique
Drosera capensis est une espèce végétale de la famille des Droseraceae. C'est une plante carnivore des marais d'Afrique du Sud. On la trouve plutôt au sud-ouest du Cap ; le climat y est tempéré et humide. Elle pousse à l'état sauvage en pleine lumière ou à mi ombre.
Il a été démontré que le régime carnivore des droséras n'est pas un simple régime de substitution : se nourrir de proies augmente aussi la photosynthèse de cette espèce.

## Description

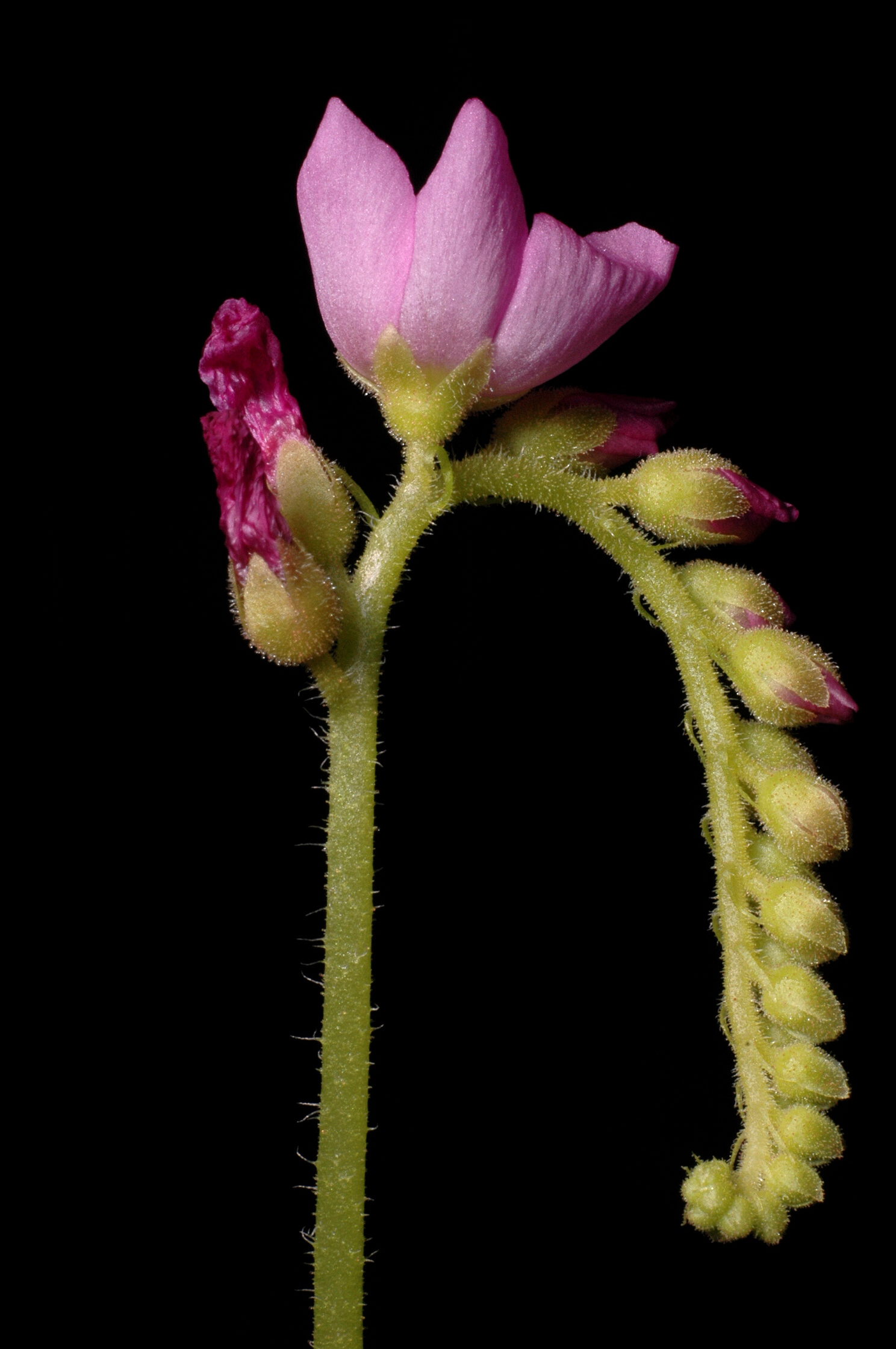
La hampe florale de la drosera capensis.

Plante vivace, terrestre, dont il existe plusieurs formes et variétés. Sa taille varie entre 10 et 25 cm. Drosera capensis est l'une des deux plantes carnivores les plus communes (avec la dionée), car on la trouve facilement en jardinerie. Deux variétés de cette plante sont commercialisées : la forme type qui possède des glandes rouges et des fleurs de couleur magenta, et la forme "alba" qui possède des glandes et des fleurs blanches. Ces deux formes sont toutes les deux très faciles à cultiver et elles ont, en plus, une très bonne germination.
Les feuilles sont linéaires et pétiolées, de 8 mm de large, et recouvertes de poils glanduleux translucides qui sécrètent du mucilage collants qui piège les insectes.
Chaque plante adulte produit, de mai à octobre, des hampes florales pouvant atteindre 25 cm. Chacune de ces hampes florales porte jusqu'à 20 petites fleurs magenta d'environ 3 cm de diamètre qui s'ouvriront de façon progressive. Les fleurs étant auto-fécondes, elles libéreront des dizaines de fines graines noires, que l'on peut semer au printemps.
Le lent mouvement de repli de ses feuilles afin de capturer les proies a été étudié par des chercheurs de l'Université de Milan pour voir s'il pouvait servir à l'élaboration de matériaux dits bioinspirés. Ces études sur le Drosera capensis pourraient aussi trouver des débouchés dans le domaine de la robotique molle.

## Culture
Ce droséra croît sous un climat tempéré humide et c’est en plein soleil qu’il montrera l’étendue de sa splendeur.
Le substrat idéal est composé de 70 % de tourbe blonde et de 30 % de sable non calcaire. La température idéale varie entre 5 et 15 °C l'hiver et entre 20 et 40 °C l'été, pour une hygrométrie de 40 à 80 %. Il peut toutefois être cultivé dans une ambiance chaude toute l'année. Il faut maintenir le sol humide toute l’année au moyen de la présence d’une soucoupe sous le pot, mais il faut réduire l'arrosage et enlever la soucoupe en hiver. Une humidité ambiante élevée permet la conservation du mucilage. Une exposition en plein soleil lui convient parfaitement et favorise la coloration, bien qu'un endroit un peu moins ensoleillé puisse convenir. S'il est cultivé en tourbière extérieure, il peut résister à des températures de −5 à −10 °C. En hiver, à l'extérieur, la plante peut rentrer en période de repos.
La multiplication peut se faire par semis, ou par bouture de feuilles et/ou de racines.
Cette espèce est sensible aux pucerons et à certains champignons.

## Répartition et habitat
Cette plante est originaire d'Afrique du Sud. Dans son livre, Insectivorous Plants, le naturaliste anglais Charles Darwin évoque une espèce endémique du Cap de Bonne-Espérance.